# John M. Berrien
John Macpherson Berrien, né le 23 août 1781 et mort le 1er janvier 1856, est un juriste ayant été procureur général des États-Unis entre 1829 et 1831 dans l'administration Jackson avant de devenir sénateur de Géorgie de 1841 à 1852. Il avait déjà occupé ce poste de 1825 à 1829.
Le comté de Berrien en Géorgie et le comté de Berrien au Michigan ont été nommés en son honneur.

## Biographie
John M. Berrien est né le 23 août 1781 à Rocky Hill dans le New Jersey. En 1782, il a déménagé, avec ses parents, dans la ville de Savannah. Diplômé de Princeton, Berrien est tout de même retourné à Savannah pour étudier le droit. C'est ainsi qu'il a été élu successivement solliciteur puis juge en Géorgie, une position qu'il conservera de 1810 à 1821.
Entre 1822 et 1823, Berrien a été sénateur au Sénat de l'État de Géorgie tandis que deux années plus tard, il est élu en tant que jacksonien au Sénat des États-Unis. Il reste sénateur jusqu'en 1829, date de sa nomination au poste de procureur général des États-Unis par le président Andrew Jackson. Après avoir démissionné de l'administration Jackson, Berrien a repris son travail de juriste jusqu'à sa nouvelle élection en 1841 au poste de sénateur de Géorgie, mais cette fois-ci sous l'étiquette whig. Malgré une interruption durant l'année 1845, il reste membre de la chambre haute jusqu'en 1852. Berrien meurt en 1855 à Savannah et est enterré au Laurel Grove Cemetery.